# Euromoia mixta
Euromoia mixta là một loài bướm đêm trong họ Noctuidae.